# نت آیر
نَت دی. آیر (انگلیسی: Nat D. Ayer) آهنگساز، نوازندهٔ پیانو، خواننده و بازیگر اهل ایالات متحده آمریکا بود.
از آثار او می‌توان به ساخت آهنگِ ترانهٔ «اگر تو تنها دختر در این دنیا بودی» اشاره کرد.